# Quercus ichnusae
Quercus ichnusae är en bokväxtart som beskrevs av Mossa, Bacch. och Salvatore Brullo. Quercus ichnusae ingår i släktet ekar, och familjen bokväxter.
Artens utbredningsområde är Sardinien. Inga underarter finns listade.